# Rhynchonereella xishaensis
Rhynchonereella xishaensis är en ringmaskart som först beskrevs av Shen 1978.  Rhynchonereella xishaensis ingår i släktet Rhynchonereella och familjen Alciopidae. Inga underarter finns listade i Catalogue of Life.